# Намадаму, Нима
Нима Намадаму — защитница мира, активистка за права женщин и инвалидов в Демократической Республике Конго (ДРК). Она основала Медиа-центр Маман Шуджаа, чтобы расширить возможности женщин и дать им возможность рассказать свои истории.

## Биография
Намадаму родилась на равнинах Итомбве в провинции Южное Киву. Когда ей было два года, она заразилась полиомиелитом и из-за этой болезни получила инвалидность. Из-за этого её отец решил взять вторую жену, поскольку в Конго детей-инвалидов «часто считают проклятием». Согласно воспоминаниям Намадаму, в детстве у неё не было костылей, поэтому её мать, Поллин Ньирамбарато, носила её в школу на спине, когда дороги становились плохими. Намадаму начала повышать осведомлённость людей с ограниченными возможностями, когда училась в старшей школе — она вела собственное радиошоу. Позже, когда она поступила в колледж, она стала первой женщиной-инвалидом из своего племени, окончившей университет в Конго.
После окончания учёбы она была выбрана депутатом, представляющим провинцию Южное Киву в Национальной ассамблее. После работы в парламенте она стала техническим советником министра по гендерным вопросам и семье Демократической Республики Конго.
Когда дочери Намадаму было двадцать пять лет, на неё напали военнослужащие Конголезской национальной армии, которые избили её. Намадаму вспоминает, что она «чувствовала сильное желание насильственной мести», однако она решила разорвать порочный круг и вместо борьбы с отдельными людьми решила бороться с системой. Намадаму основала Медиа-центр Маман Шуджаа, который работает в сотрудничестве с World Pulse, глобальной сетью по расширению прав и возможностей женщин. Организация расположена в Букаву, где она может обеспечивать женскую цифровую грамотность. «Маман Шуджаа» означает «Женщины-герои», и проект предназначен не только для просвещения женщин, но и для того, чтобы предоставить им платформу, на которой они смогут поделиться своими историями с миром. Каждая женщина учится становиться «цифровым активистом» ДРК. Работа Намадаму показывает «стойкость и важность женщин в Конго, которые живут в среде, которая жестоко угнетает женщин».

## Награды
В ноябре 2023 года Намадаму была включена в список 100 женщин Би-би-си.